# David Magee
David Magee é um roteirista americano. Como reconhecimento, foi nomeado ao Oscar 2013 na categoria de Melhor Roteiro Adaptado por Life of Pi.